# Soyouz TM-28
TM-28 est une mission Programme Soyouz vers la station Mir en 1998.

## Équipage
Décollage :
- 1 Gennady Padalka (1) - commandant
- 2 Sergei Avdeyev (3) - ingénieur de vol
- 3 Yuri Baturin (1) - cosmonaute chercheur

Atterrissage :
- 1 Gennady Padalka (1) - commandant
- 2 Ivan Bella (1) - ingénieur de vol - Slovaquie

## Points importants
- Arrimage avec Mir
- Baturin est le premier politicien russe dans l'espace
- Padalka et Avdeyev ont réalisé une sortie extravéhiculaire le 15 septembre 1998 (30 minutes) dans le module endommagé Spektr (connexion de nouveaux câbles pour la structure solaire).

## À noter
- Padalka et Avdeyev deviennent le 26e équipage résident de MIR.
- Baturin atterri le 25/08/1998 (5:22 UT) avec Soyouz TM-27.
- Avdeyev atterri le 28/08/1999 (0:41 UT) avec Soyouz TM-29.